# Sandro Rosati
Sandro Rosati (* 7. März 1958 in Rom) ist ein ehemaliger italienischer Judoka. Er war Weltmeisterschaftsdritter 1983 und Olympiafünfter 1984.

## Sportliche Karriere
Sandro Rosati war 1974 und 1975 jeweils Dritter der Kadetten-Europameisterschaften in der Gewichtsklasse bis 58 Kilogramm. Ab 1977 kämpfte der 1,72 m große Rosati im Halbleichtgewicht, der Gewichtsklasse bis 65 Kilogramm. 1977 belegte er den zweiten Platz bei den Junioreneuropameisterschaften und gewann seinen ersten italienischen Meistertitel. 1978, 1979 und 1982 war er ebenfalls italienischer Meister. Bei den Europameisterschaften 1978 in Helsinki unterlag er im Kampf um eine Bronzemedaille dem Jugoslawen Dragan Kosic und belegte den fünften Platz. Vier Jahre später bei den Europameisterschaften 1982 in Rostock unterlag er im Halbfinale Torsten Reißmann aus der DDR und verlor im Kampf um eine Bronzemedaille gegen den Polen Janusz Pawłowski. 
1983 gewann Rosati bei den Mittelmeerspielen in Casablanca die Silbermedaille hinter dem Franzosen Thierry Rey. Einen Monat später fanden in Moskau die Weltmeisterschaften 1983 statt. Rosati bezwang im Viertelfinale den Mexikaner Gerardo Padilla, im Halbfinale verlor er gegen den Japaner Yoshiyuki Matsuoka. Im Kampf um eine Bronzemedaille besiegte Rosati den Ungarn István Furjesz. Ein Jahr später bei den Olympischen Spielen in Los Angeles gewann Rosati seine ersten vier Kämpfe. Seinen Auftaktkampf gegen Andrés Sancho aus Costa Rica und das Viertelfinale gegen den Schweizer Luc Chanson gewann er mit Ippon, die Kämpfe gegen den Spanier Francisco Rodríguez und den Türken Alpaslan Ayan gingen über die volle Kampfzeit. Im Halbfinale unterlag Rosati dem Südkoreaner Hwang Jung-oh mit einer kleinen Wertung, den Kampf um eine Bronzemedaille gegen den Österreicher Josef Reiter verlor er durch Schiedsrichterentscheid (Yusei-gachi). 1985 belegte Rosati noch einmal den siebten Platz bei den Weltmeisterschaften in Seoul.
Ende 1984 gewann Rosati die Militärweltmeisterschaften, nachdem er bereits 1980 Zweiter sowie 1977 und 1978 Dritter gewesen war.